# 祖凱羅山
46°21′15″N 8°42′51″E / 46.35417°N 8.71417°E

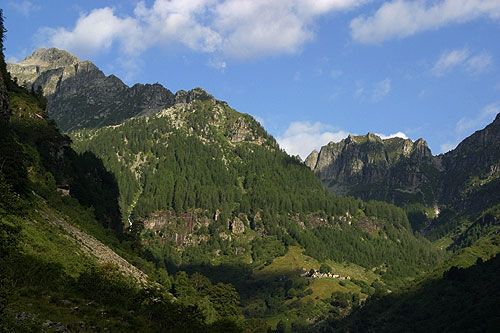

祖凱羅山（Monte Zucchero），是瑞士的山峰，位於該國南部，由提契諾州負責管轄，屬於勒蓬廷山的一部分，該山峰海拔高度2,735米，每年平均降雨量2,204毫米。